# Typhlopagurus foresti
Typhlopagurus foresti är en kräftdjursart som beskrevs av de Saint Laurent 1972. Typhlopagurus foresti ingår i släktet Typhlopagurus och familjen Parapaguridae. Inga underarter finns listade i Catalogue of Life.